# Percy Jackson – Die letzte Göttin
Percy Jackson – Die letzte Göttin (Originaltitel: Percy Jackson & the Olympians: The Last Olympian) ist ein Fantasy-Roman des US-amerikanischen Jugendbuchautors Rick Riordan. Es ist nach Diebe im Olymp, Im Bann des Zyklopen, Der Fluch des Titanen und Die Schlacht um das Labyrinth der fünfte Teil der Percy-Jackson-Reihe. Das Buch erschien im Jahr 2009, die deutsche Übersetzung von Gabriele Haefs wurde 2011 im Carlsen Verlag veröffentlicht. Die Hauptperson ist Percy Jackson, ein Sohn des Poseidon.

## Hintergrund
Das Buch erschien 2009 und wurde 2011 auch in der deutschen Fassung veröffentlicht. Es wurde von mehreren US-amerikanischen Medien in die Liste der Bestseller aufgenommen.
Die Geschichte wird aus der Ich-Perspektive in der Sicht des fast sechzehnjährigen Percy Jackson erzählt.

## Inhalt
Percy Jackson wird mit Charles Beckendorf, einem Sohn des Hephaistos, losgeschickt, um ein Schiff voller Monster und dem Titanen Kronos zu zerstören. Der Einsatz gelingt, aber Beckendorf stirbt und Percy gelangt ohnmächtig in das Reich des Poseidon, der im Krieg ist. Dieser befiehlt Percy, in das Camp Half-Blood zurückzukehren und sich die große Weissagung anzuhören. Im Camp erfährt Percy, dass der Riese Typhon aus seinem Gefängnis entkommen ist und auf dem Weg ist, den Olymp zu zerstören. Obwohl die Götter versuchen, ihn aufzuhalten, zerstört er viele Städte. Kurz darauf wird Percy von dem Sohn des Hades, Nico Di Angelo in die Unterwelt mitgenommen um den Fluch des Achilleus auf sich zu nehmen. Doch er wird betrogen und zu Hades gebracht, der ihn einsperrt und ihm Informationen, die den Krieg betreffen, verweigert. Mithilfe des Sohnes des Hades befreit sich Percy, badet im Styx und wird somit unverwundbar. Er befiehlt Nico, bei seinem Vater zu bleiben und ihn zum Kämpfen zu überreden.
Am Empire State Building versammelt er alle griechischen Halbgötter bis auf die Kinder des Ares. Zusammen wehren sie die Invasion des Kronos ab. Die Jägerinnen der Artemis, Kinder des Ares, die Zentauren, Hades und die Toten stoßen zu den Verteidigern, werden aber nach und nach überwältigt. Während einer kurzen Korrespondenz mit Poseidon überzeugt Percy ihn, sein Reich zu verlassen und die Götter gegen Typhon zu unterstützen. Am Ende riegelt Kronos, der Besitz von dem Halbgott Luke Castellan ergriffen hat, Percy Jackson, Annabeth Chase, Grover den Satyrn und die Jägerin Thalia Grace von Manhattan ab. Kronos versucht, die Throne der Götter auf dem Olymp zu zerstören, doch Percy hindert ihn daran. Am Ende besiegt er Kronos im Schwertkampf, kann ihn aber nicht töten, da sein Körper Luke Castellan im Styx gebadet hat und unverwundbar ist. Doch als Kronos versucht, seine wahre Gestalt anzunehmen und damit alle, auch seinen Gastkörper zu töten, erlangt Luke kurz Kontrolle über seinen Körper und überredet Percy, ihm eine Waffe zu geben. Percy gibt Luke einen Dolch, mit dem er seinen Körper an der schwachen Stelle, die nur er kennt, verwundet und somit sich und Kronos tötet. Er nimmt Percy vor seinem Tod jedoch ein Versprechen ab. Bis zuletzt besteht eine Ungewissheit, inwieweit Luke Annabeths Schwärmereien erwidert.
Die Götter, die mithilfe Poseidons Typhon besiegt haben, gewähren Percy Jackson einen Wunsch. Er erfüllt sein Versprechen und wünscht sich, dass alle Götter ihre Kinder anerkennen müssen, damit es keine unbekannten Halbgötter mehr gibt. Außerdem sollen alle Nebengötter sowie auch Hades eine Hütte für ihre Kinder im Camp Half-Blood bekommen. Percy entscheidet sich damit gegen die ihm angebotene Unsterblichkeit.
Am Ende des Buches entscheidet sich Percys menschliche Freundin Rachel Elizabeth Dare, das neue Orakel des Halbblutcamps zu werden. Annabeth und Percy, die sich im Laufe der Bücherreihe ineinander verliebt haben, werden ein Paar. Rachel, mittlerweile vom Gott Apollo als neues Orakel eingeführt, verkündet eine Prophezeiung, die von einer erneuten Rettung des Olympes durch sieben Halbgötter handelt. Der Zeitpunkt, an dem sich diese Vorhersage erfüllen soll, bleibt jedoch unklar.

## Erscheinungsformen
Percy Jackson – Die letzte Göttin erschien als Buch und E-Book im Carlsen Verlag. Es erschien auch als Hörbuch, gelesen von Marius Clarén.

## Figuren

### Halbgötter auf der Seite des Olymp
- Percy Jackson, Sohn des Poseidon
- Annabeth Chase, Tochter der Athene
- Malcolm Pace, Sohn der Athene sowie der Rest der Athene-Hütte
- Charles Beckendorf, Sohn des Hephaistos
- Jake Mason, Sohn des Hephaistos sowie Rest der Hephaistos-Hütte (min. ein weiteres unbekanntes Mitglied)
- Silena Beauregard, Tochter der Aphrodite sowie Rest der Aphrodite-Hütte (min. vier weitere weibliche Mitglieder)
- Michael Yew, Sohn des Apollo
- Will Solace, Sohn des Apollo
- Austin Lakes, Sohn des Apollo
- Kayla Knowles, Tochter des Apollo
- Clarisse La Rue, Tochter des Ares sowie Rest der Ares-Hütte
- Nico Di Angelo, Sohn des Hades
- Thalia Grace, Tochter des Zeus,
- Travis Stoll, Sohn des Hermes
- Connor Stoll, Sohn des Hermes
- Chris Rodriguez, Sohn des Hermes sowie Rest der Hermes-Hütte
- Katie Gardner, Tochter der Demeter
- Miranda Gardiner, Tochter der Demeter sowie Rest der Demeter-Hütte
- Pollux, Sohn des Dionysos
- Grover Underwood, der Satyr und etliche Naturgeister
- Tyson, der Zyklop und die anderen Unterwasser-Bewohner und Zyklopen von Poseidon’s Palast.

### Götter auf der Seite des Olymp
- Zeus
- Poseidon
- Hades
- Hermes
- Ares
- Apollo
- Dionysos
- Hephaistos
- Athene
- Hera
- Aphrodite
- Hestia
- Demeter
- Persephone
- Artemis

### Sonstige auf der Seite des Olymp
- Lebendige Statuen (Automaton)
- Partyponys (Moderne Zentauren)
- Jägerinnen der Artemis
- Die Toten

### Halbgötter auf der Seite der Titanen
- Luke Castellan, Sohn des Hermes
- Ethan Nakamura, Sohn der Nemesis
- unzählige Andere (werden im Buch aber nicht namentlich genannt)

### Götter auf der Seite der Titanen
- Iris
- Morpheus
- Janus
- Hekate
- Hebe

### Titanen
- Kronos
- Krios
- Hyperion
- Prometheus
- Okeanos

### Sonstige auf der Seite der Titanen
- Ungezählte Anzahl an Monstern aus der griechischen Mythologie

## Ausgaben
- Rick Riordan: Percy Jackson & The Olympians: The Last Olympian. Disney/Hyperion Books, New York 2009, ISBN 1-4231-0147-2.
- Rick Riordan: Percy Jackson: Die letzte Göttin. Band 5. Carlsen, Hamburg 2011, ISBN 978-3-551-55585-4.